# Крвави престо
Крвави престо (јап. 蜘蛛巣城, дословно Замак паукове мреже) је јапанска историјска драма снимљена 1957. у режији Акире Куросаве. Овај филм је стилизована екранизација Шекспирове драме Магбет, смештена у феудални Јапан.

## Радња
Генерали Мики и Вашицу су самурајски команданти и пријатељи под лордом Цузукијем, локалним господаром, који влада у замку у шуми Паукове мреже. Након што су победили господарове непријатеље у борби, они се враћају у Цузукијев замак. На свом путу кроз густу шуму која окружује замак, сусрећу злог духа, који им прориче будућност. Дух им говори да ће Вашицу данас бити именован за господара северног двора и да ће Мики постати командант прве тврђаве. Дух тада предвиђа да ће Вашицу на крају постати господар Замка паукове мреже, и на крају она каже Микију да ће његов син постати господар замка. Када се њих двојица врате на Цузукијево имање, он их награђује управо оним што је дух предвидео. Док Вашицу о томе разговара са Асаџи, својом женом, она њиме манипулише да оствари други део пророчанства тако што ће убити Цузукија када га посети.
Вашицу убија Цузукија уз помоћ своје жене, која даје дрогирани саке лордовим чуварима, због чега су заспали. Када се Вашицу вратио шокиран својим делом, Асаџи зграби крваво копље и стави га у руке једном од тројице онесвешћених чувара. Она тада ди+е узбуну у дворишту, а Вашицу убија чувара пре него што он има прилику да се изјасни да је невин. Цузукијев осветољубиви син Кунимару и Норијасу, Цузукијев саветник, обоје сумњају на Вашицуа као издајника и покушавају да упозоре Микија, који одбија да верује у оно што говоре о његовом пријатељу. Под Асаџиним утицајем, Вашицу није сигуран у Микијеву лојалност, али бира Микијевог сина за наследника јер он и Асаџи немају сопствено дете. Вашицу планира да каже Микију и његовом сину о својој одлуци на великом банкету. Међутим, Асаџи му каже да је трудна, што га оставља у недоумици у вези са његовим наследником; сада Мики и његов син морају да буду елиминисани.
Током банкета, Вашицу је узнемирен јер се Мики и његов син нису појавили. Вашицу обилно пије саке. Губи самоконтролу када се изненада појави Микијев дух. У варљивој паници, он открива шта се догодило Микију узвикујући да је спреман да убије Микија по други пут, идући тако далеко да извади мач и удари у ваздух преко Микијеве простирке. Асаџи, покушавајући да прикрије Вашицуов испад, говори гостима да је само пијан и да се морају повући за вече. Један од Вашицуових људи стиже носећи завежљај (вероватно одсечену главу Микија) и говори Вашицу и Асаџи да је Микијев син побегао. Вашицу убија убицу.
Касније, Вашицу је избезумљен када сазна да је његов наследник мртворођен. Да би се уверио у исход предстојеће битке са својим непријатељима, Вашицу се враћа у шуму да призове злог духа. Дух му говори да неће бити поражен у борби док се „дрвеће шуме Паукове мреже не подигне против замка“. Вашицу верује да је то немогуће и постаје уверен у своју победу. Вашицу говори својим трупама о пророчанству злог духа и они деле његово уверење у победу. Следећег јутра Вашицуа пробуди врисак Асаџиних пратилаца. Ушавши у одаје своје жене, проналази Асаџи у полукататоничном стању, док покушава да опере замишљену мрљу и смрад крви са својих руку. Ометен виком својих трупа, Вашицу одлази да истражује. Вашицу-у је успаничени војник рекао да су дрвеће шуме Паукове мреже „устало да нас нападне“.
Вашицу покушава да окупи своје трупе, али оне игноришу његове команде. Вашицуове трупе почињу да испаљују стреле на њега, неколико му пролази кроз оклоп, а једна му пробија врат, тешко га ранивши, а када им он каже да је убиство господара издаја, оптужују Вашицуа за убиство његовог претходника. Док се његови непријатељи приближавају капијама замка, он пада на своје ране од стрела, покушавајући да извуче мач док умире. Затим се открива да је нападачка снага користила дрвеће, посечено из шуме током ноћи, да заклони своје напредовање према замку.

## Критика
Крвави престо (1957) један је од Куросавиних филмова о којима се најчешће расправља. Ово није посебно изненађујуће када помислимо на изузетну лепоту и формалну прецизност филма. Скоро сваки аспект филма (на пример, сценографија, глума, камера, монтажа) показује оригиналност и врхунско умеће Куросаве као филмског редитеља. Другим речима, филм има низ суштинских заслуга које критички оправдавају пажњу коју је добио. Ипак, они нису једини разлози због којих се Крвави престо сматра јединственим филмом међу Куросавиним радовима. Популарност Крвавог престола као предмета критичке анализе неодвојива је од чињенице да је реч о адаптацији Шекспировог Магбета и управо је тај однос добио највећу пажњу. Критика Куросаве је педантно приметила и набројала сличности и разлике између Куросавиног филма и Шекспирове драме делом због следећег „парадокса”: Крвави престо многи сматрају најбољом адаптацијом Шекспировог дела у филм, али у исто време међу многим адаптацијама Шекспира најрадикалније одступа од Шекспировог текста.
Једини извор је Шекспир и филм веома помно прати драму, иако постоји низ мањих разлика у односу на оригинал. Генерал Вашицу и његов пријатељ, генерал Мики, изгубљени су у шуми и сусрећу вештицу која прориче да ће Вашицу завладати, али да ће Микијеви наследници победити. Они су награђени за храброст, али Вашицу убија, прво, свог господара, а затим и Микија. Друга посета вештици му говори да је безбедан док се шума не помери. Микијев син напада замак користећи као заштиту и камуфлирање дрвеће шуме. Вашицуов син је мртворођен, његова жена полуди, а он је спаљен стрелама својих људи.
Осим горе наведених разлика, Куросава је укључио низ нових сцена (нарочито ону магичну сцену у којој птице беже из разорене шуме и нападају замак) и додатно је поједноставио ликове. Његов Магбет није величанствен. Напротив, он је опседнут од почетка, компулсиван је, толико се дубоко плаши да убија да би био сигуран да он сам не буде убијен. Он је мали човек, коме недостаје величина управо зато што није растрзан између жеља. Уместо тога, њиме влада амбиција и ми гледамо његов успон и пад непоколебљиво. У исто време, Куросава је тако сјајно илустровао овај пад, тако суптилно указао на паралеле, скривена значења, тако вешто припремио замке – притом – тако у потпуности објаснио образац, да ова опомена заиста упозорава гледаоца.
У Макбету, Куросава је видео савремено питање — паралелу између средњовековне Шкотске и средњовековног Јапана која је осветлила савремено друштво; и, даље, образац који важи и у историјском и у савременом контексту. Једном када су га упитали — истина не превише оштро — да ли жели да поставља филозофска питања у својим филмовима или само прави забавне филмове, одговорио је: „Гледам на живот као обичан човек. Једноставно стављам своја осећања на филм. Када гледам јапанску историју — или историју света, што се тога тиче, оно што видим јесте како се човек понавља изнова и изнова."
За Куросаву је образац понављања деструктиван и управо тај образац покушавају да униште његови слободни хероји. Ово није једини могући став. Било шта друго — као што Крвави престо сугерише — води у смрт. Прича о Макбету била је посебно привлачна за Куросаву.
Херој — Вашицу — покушава да спозна себе. Његова грешка – а не амбиција или понос као таква – је његов неуспех да се потпуно спозна. Уместо тога, он жели само да се уздигне у свету, он жели нешто тако конвенционално као што је моћ. Наравно, једно убиство доводи до другог, јер је то образац моћи. Драма је имала привлачност да буде поучна прича или опомена, истинито и сада као и тада.